# Laccophilus
Laccophilus là một chi bọ nước được tìm thấy ở các khu vực ôn đới hoặc nhiệt đới trên thế giới.

## Các loài
Chi này gồm các loài:
- Laccophilus addendus Sharp, 1882
- Laccophilus adjutor Guignot, 1950
- Laccophilus adspersus Boheman, 1848
- Laccophilus aemulus Guignot, 1955
- Laccophilus aequatorius Peschet, 1923
- Laccophilus agilis Sharp, 1887
- Laccophilus alluaudi Régimbart, 1900
- Laccophilus amicus Guignot, 1955
- Laccophilus amoenus Régimbart, 1889
- Laccophilus angustus Régimbart, 1889
- Laccophilus anticatus Sharp, 1890
- Laccophilus aurofasciatus Vazirani, 1972
- Laccophilus auropictus Régimbart, 1899
- Laccophilus bacchusi Brancucci, 1983
- Laccophilus badeni Sharp, 1882
- Laccophilus balzani Régimbart, 1889
- Laccophilus bapak Balke, Larson & Hendrich, 1997
- Laccophilus baturitiensis Hendrich & Balke, 1995
- Laccophilus benoiti Guignot, 1953
- Laccophilus bergeri Guignot, 1953
- Laccophilus beroni Rocchi, 1986
- Laccophilus biai Bilardo & Rocchi, 1990
- Laccophilus bicolor Laporte, 1835
- Laccophilus bifasciatus Chevrolat, 1863
- Laccophilus biguttatus Kirby, 1837
- Laccophilus bilardoi Pederzani & Rocchi, 1982
- Laccophilus bilix Guignot, 1952
- Laccophilus bizonatus Régimbart, 1895
- Laccophilus boukali Hájek & Stastný, 2005
- Laccophilus brasiliensis Régimbart, 1889
- Laccophilus brownei Guignot, 1947
- Laccophilus burgeoni Gschwendtner, 1930
- Laccophilus caiaricus Guignot, 1956
- Laccophilus calvus Guignot, 1955
- Laccophilus canthydroides Omer-Cooper, 1957
- Laccophilus carbonelli Guignot, 1957
- Laccophilus castaneus Guignot, 1956
- Laccophilus cayennensis Aubé, 1838
- Laccophilus ceylonicus Zimmermann, 1919
- Laccophilus chelinus Guignot, 1955
- Laccophilus chilensis Sharp, 1882
- Laccophilus chinensis Boheman, 1858
- Laccophilus chini Balke, Mazzoldi & Hendrich, 1998
- Laccophilus cingulatus Sharp, 1882
- Laccophilus clarki Sharp, 1882
- Laccophilus comes Guignot, 1955
- Laccophilus comoensis Pederzani & Reintjes, 2002
- Laccophilus complicatus Sharp, 1882
- Laccophilus concettae Pederzani, 1983
- Laccophilus concisus Guignot, 1953
- Laccophilus congener Omer-Cooper, 1957
- Laccophilus conjunctus Guignot, 1950
- Laccophilus continentalis Gschwendtner, 1935
- Laccophilus contiro Guignot, 1952
- Laccophilus corystes Zhang, 1989
- Laccophilus curvifasciatus Guignot, 1952
- Laccophilus cyclopis Sharp, 1882
- Laccophilus deceptor Guignot, 1953
- Laccophilus decoratus Boheman, 1858
- Laccophilus demoflysi Normand, 1938
- Laccophilus desintegratus Régimbart, 1895
- Laccophilus difficilis Sharp, 1873
- Laccophilus dikinohaseus Kamite, Hikida & Satô, 2005
- Laccophilus dreheri Guignot, 1952
- Laccophilus duplex Sharp, 1882
- Laccophilus ekari Balke, Larson & Hendrich, 1997
- Laccophilus elegans Sharp, 1882
- Laccophilus ellipticus Régimbart, 1889
- Laccophilus epibletus Guignot, 1955
- Laccophilus epinephes Guignot, 1955
- Laccophilus epipleuricus Zimmermann, 1921
- Laccophilus espanyoli Hernando, 1990
- Laccophilus evanescens Régimbart, 1895
- Laccophilus fasciatus Aubé, 1838
- Laccophilus filicornis Sharp, 1887
- Laccophilus flaveolus Régimbart, 1906
- Laccophilus flaviventris Régimbart, 1904
- Laccophilus flavopictus Régimbart, 1889
- Laccophilus flavoscriptus Régimbart, 1895
- Laccophilus flexuosus Aubé, 1838
- Laccophilus flores Hendrich & Balke, 1998
- Laccophilus fractus Sharp, 1882
- Laccophilus fragilis Sharp, 1887
- Laccophilus freudei Guignot, 1957
- Laccophilus fumatus Sharp, 1882
- Laccophilus fuscipennis Sharp, 1882
- Laccophilus garambanus Guignot, 1958
- Laccophilus gentilis LeConte, 1863
- Laccophilus girardi Brancucci, 1983
- Laccophilus gounellei Régimbart, 1903
- Laccophilus grammicus Sharp, 1882
- Laccophilus grammopterus Zimmermann, 1925
- Laccophilus guignoti Legros, 1954
- Laccophilus guttalis Régimbart, 1893
- Laccophilus heidiae Brancucci, 1983
- Laccophilus horni Branden, 1885
- Laccophilus huastecus Zimmerman, 1970
- Laccophilus hyalinus (De Geer, 1774)
- Laccophilus immitis Guignot, 1952
- Laccophilus immundus Sharp, 1882
- Laccophilus inagua Young, 1963
- Laccophilus incrassatus Gschwendtner, 1933
- Laccophilus indicus Gschwendtner, 1936
- Laccophilus inefficiens (Walker, 1859)
- Laccophilus inornatus Zimmermann, 1926
- Laccophilus intermedius Régimbart, 1889
- Laccophilus irroratus Aubé, 1838
- Laccophilus javanicus Régimbart, 1899
- Laccophilus kaensis Brancucci, 1983
- Laccophilus kaszabi Brancucci, 1983
- Laccophilus kempi Gschwendtner, 1936
- Laccophilus kobensis Sharp, 1873
- Laccophilus laeticulus Régimbart, 1895
- Laccophilus laetus Guignot, 1955
- Laccophilus lateralis Sharp, 1882
- Laccophilus latifrons Sharp, 1882
- Laccophilus latipennis Brancucci, 1983
- Laccophilus latipes Sharp, 1882
- Laccophilus leechi Zimmerman, 1970
- Laccophilus leonensis Régimbart, 1895
- Laccophilus lewisioides Brancucci, 1983
- Laccophilus lewisius Sharp, 1873
- Laccophilus lineatus Aubé, 1838
- Laccophilus luctuosus Sharp, 1882
- Laccophilus luteosignatus Gschwendtner, 1943
- Laccophilus macronychus Guignot, 1957
- Laccophilus maculosus Say, 1823
- Laccophilus mahakamensis Balke, Mazzoldi & Hendrich, 1998
- Laccophilus maindroni Régimbart, 1897
- Laccophilus mateui Omer-Cooper, 1970
- Laccophilus mathani Guignot, 1955
- Laccophilus medialis Sharp, 1882
- Laccophilus mediocris Guignot, 1952
- Laccophilus meii Rocchi, 2000
- Laccophilus melas Guignot, 1958
- Laccophilus menieri Brancucci, 1983
- Laccophilus mexicanus Aubé, 1838
- Laccophilus minutus (Linnaeus, 1758)
- Laccophilus mirabilis Guignot, 1956
- Laccophilus mistecus Sharp, 1882
- Laccophilus modestus Régimbart, 1895
- Laccophilus morondavensis Guignot, 1957
- Laccophilus mutatus Omer-Cooper, 1970
- Laccophilus nakajimai Kamite, Hikida & Satô, 2005
- Laccophilus nastus Spangler, 1966
- Laccophilus necopinus Guignot, 1942
- Laccophilus newtoni Brancucci, 1983
- Laccophilus nigricans Sharp, 1882
- Laccophilus nigrocinctus Guignot, 1955
- Laccophilus nodieri Régimbart, 1895
- Laccophilus normifer Guignot, 1958
- Laccophilus notatus Boheman, 1858
- Laccophilus nubilus Régimbart, 1889
- Laccophilus oberthueri Régimbart, 1889
- Laccophilus obesus Sharp, 1882
- Laccophilus obliquatus Régimbart, 1889
- Laccophilus octolineatus Zimmermann, 1921
- Laccophilus olsoufieffi Guignot, 1937
- Laccophilus ornatus Aubé, 1838
- Laccophilus oscillator Sharp, 1882
- Laccophilus ovatus Sharp, 1882
- Laccophilus pallescens Régimbart, 1903
- Laccophilus pampinatus Guignot, 1941
- Laccophilus papuanus Balke, Larson & Hendrich, 1997
- Laccophilus paraguensis Régimbart, 1903
- Laccophilus paranus Guignot, 1957
- Laccophilus parvulus Aubé, 1838
- Laccophilus parvulus Heer, 1870
- Laccophilus pellucidus Sharp, 1882
- Laccophilus penes Guignot, 1954
- Laccophilus peregrinus Zimmerman, 1970
- Laccophilus perparvulus Régimbart, 1895
- Laccophilus perplexus Omer-Cooper, 1970
- Laccophilus persimilis Régimbart, 1895
- Laccophilus pictipennis Sharp, 1882
- Laccophilus pictus Laporte, 1835
- Laccophilus plagiatus Régimbart, 1889
- Laccophilus planodes Guignot, 1955
- Laccophilus ploterus Spangler, 1966
- Laccophilus poecilus Klug, 1834
- Laccophilus posticus Aubé, 1838
- Laccophilus productus Régimbart, 1906
- Laccophilus propinquus Omer-Cooper, 1958
- Laccophilus proximus Say, 1823
- Laccophilus pseudanticatus Toledo, Hendrich & Stastný, 2002
- Laccophilus pseudomexicanus Zimmerman, 1970
- Laccophilus pseustes Guignot, 1955
- Laccophilus pulcher Bilardo & Rocchi, 2004
- Laccophilus pulicarius Sharp, 1882
- Laccophilus punctatissimus Brancucci, 1983
- Laccophilus pusulatus Zhang, 1989
- Laccophilus pyrraces Guignot, 1955
- Laccophilus quadrilineatus Horn, 1871
- Laccophilus quadrimaculatus Sharp, 1882
- Laccophilus quadrisignatus Laporte, 1835
- Laccophilus quadrivittatus Aubé, 1838
- Laccophilus quindecimvittatus Régimbart, 1895
- Laccophilus raitti Zimmerman, 1970
- Laccophilus ramuensis Balke, Larson & Hendrich, 1997
- Laccophilus religatus Sharp, 1882
- Laccophilus remator Sharp, 1882
- Laccophilus remex Guignot, 1952
- Laccophilus ritsemae Régimbart, 1880
- Laccophilus rivulosus Klug, 1833
- Laccophilus rotundatus Sharp, 1882
- Laccophilus ruficollis Zimmermann, 1919
- Laccophilus saegeri Guignot, 1958
- Laccophilus salobrinus Guignot, 1958
- Laccophilus salvini Sharp, 1882
- Laccophilus samuelsoni Brancucci, 1983
- Laccophilus sanguinosus Régimbart, 1895
- Laccophilus schereri Brancucci, 1983
- Laccophilus schwarzi Fall, 1917
- Laccophilus secundus Régimbart, 1895
- Laccophilus seminiger Fauvel, 1883
- Laccophilus seseanus Toledo, Hendrich & Stastný, 2002
- Laccophilus seyrigi Guignot, 1937
- Laccophilus sharpi Régimbart, 1889
- Laccophilus shephardi Omer-Cooper, 1965
- Laccophilus siamensis Sharp, 1882
- Laccophilus simplex Sharp, 1882
- Laccophilus simplicistriatus Gschwendtner, 1932
- Laccophilus simulator Omer-Cooper, 1958
- Laccophilus smithi Brancucci, 1983
- Laccophilus sonorensis Zimmerman, 1970
- Laccophilus sordidus Sharp, 1882
- Laccophilus spangleri Zimmerman, 1970
- Laccophilus spergatus Sharp, 1882
- Laccophilus strigatus (Schlechtendal, 1894)
- Laccophilus sublineatus Sharp, 1882
- Laccophilus subsignatus Sharp, 1882
- Laccophilus succineus Régimbart, 1889
- Laccophilus suffusus Sharp, 1882
- Laccophilus taeniolatus Régimbart, 1889
- Laccophilus tarsalis Sharp, 1882
- Laccophilus tavetensis Guignot, 1941
- Laccophilus testudo Régimbart, 1903
- Laccophilus tigrinus Guignot, 1959
- Laccophilus tiphius Guignot, 1955
- Laccophilus tobaensis Brancucci, 1983
- Laccophilus tonkinensis Brancucci, 1983
- Laccophilus torquatus Guignot, 1956
- Laccophilus traili Sharp, 1882
- Laccophilus transversalis Régimbart, 1877
- Laccophilus trilineola Régimbart, 1889
- Laccophilus tschoffeni Régimbart, 1895
- Laccophilus uncletan Hájek & Stastný, 2005
- Laccophilus undatus Aubé, 1838
- Laccophilus uniformis Motschulsky, 1859
- Laccophilus univittatus Régimbart, 1892
- Laccophilus vacaensis Young, 1953
- Laccophilus vagelineatus Zimmermann, 1922
- Laccophilus vagepictus Sharp, 1882
- Laccophilus venezuelensis Régimbart, 1889
- Laccophilus venustus Chevrolat, 1863
- Laccophilus vermiculosus Gerstaecker, 1867
- Laccophilus vietnamensis Balke & Hendrich, 1997
- Laccophilus villiersi Bertrand & Legros, 1975
- Laccophilus virgatus Guignot, 1953
- Laccophilus vitshumbii Guignot, 1959
- Laccophilus walkeri J.Balfour-Browne, 1939
- Laccophilus wittei Guignot, 1952
- Laccophilus wittmeri Brancucci, 1983
- Laccophilus wolfei Brancucci, 1983
- Laccophilus youngi Zimmerman, 1970
- Laccophilus yvietae Le Guillou, 1844

## Hình ảnh

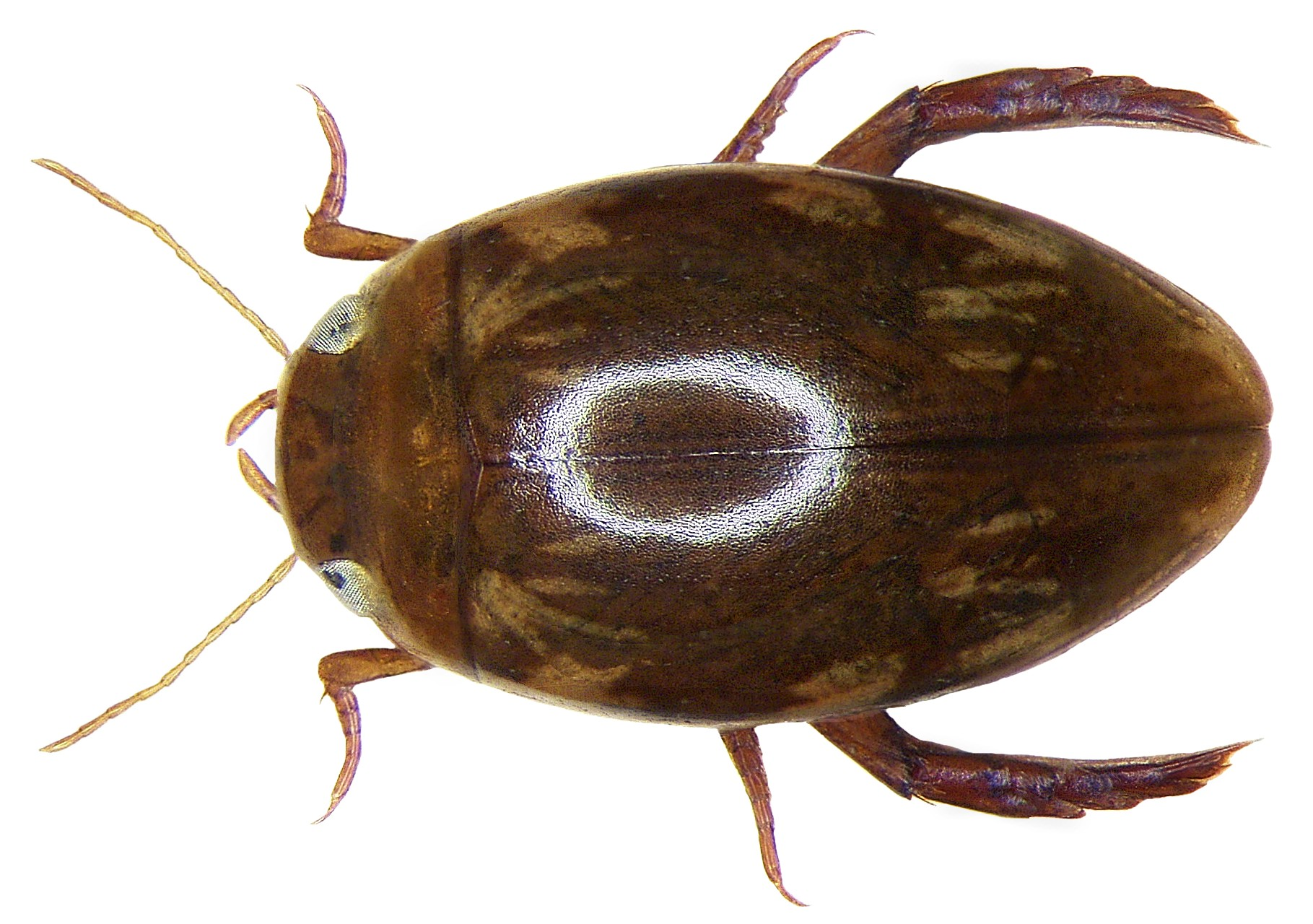
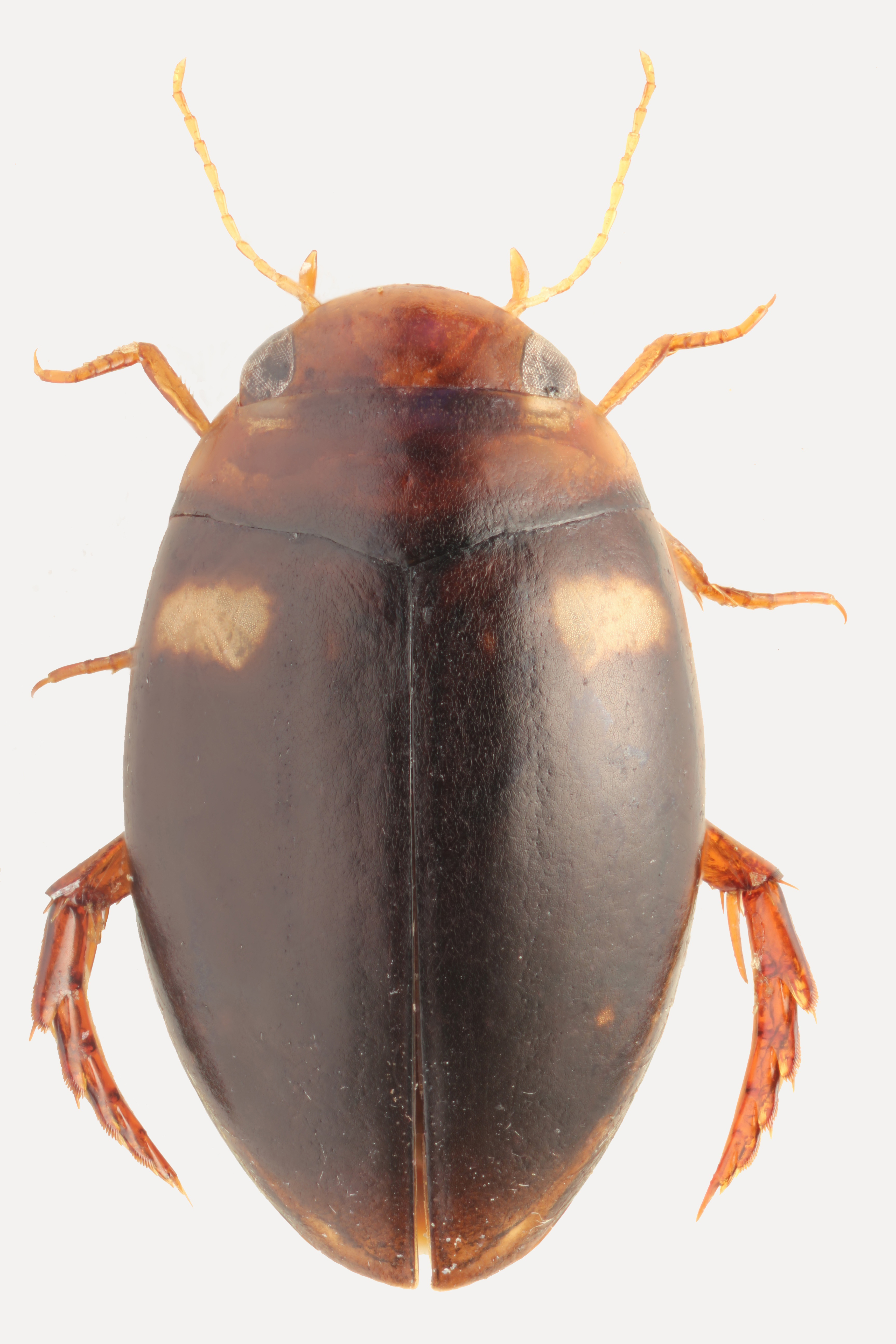
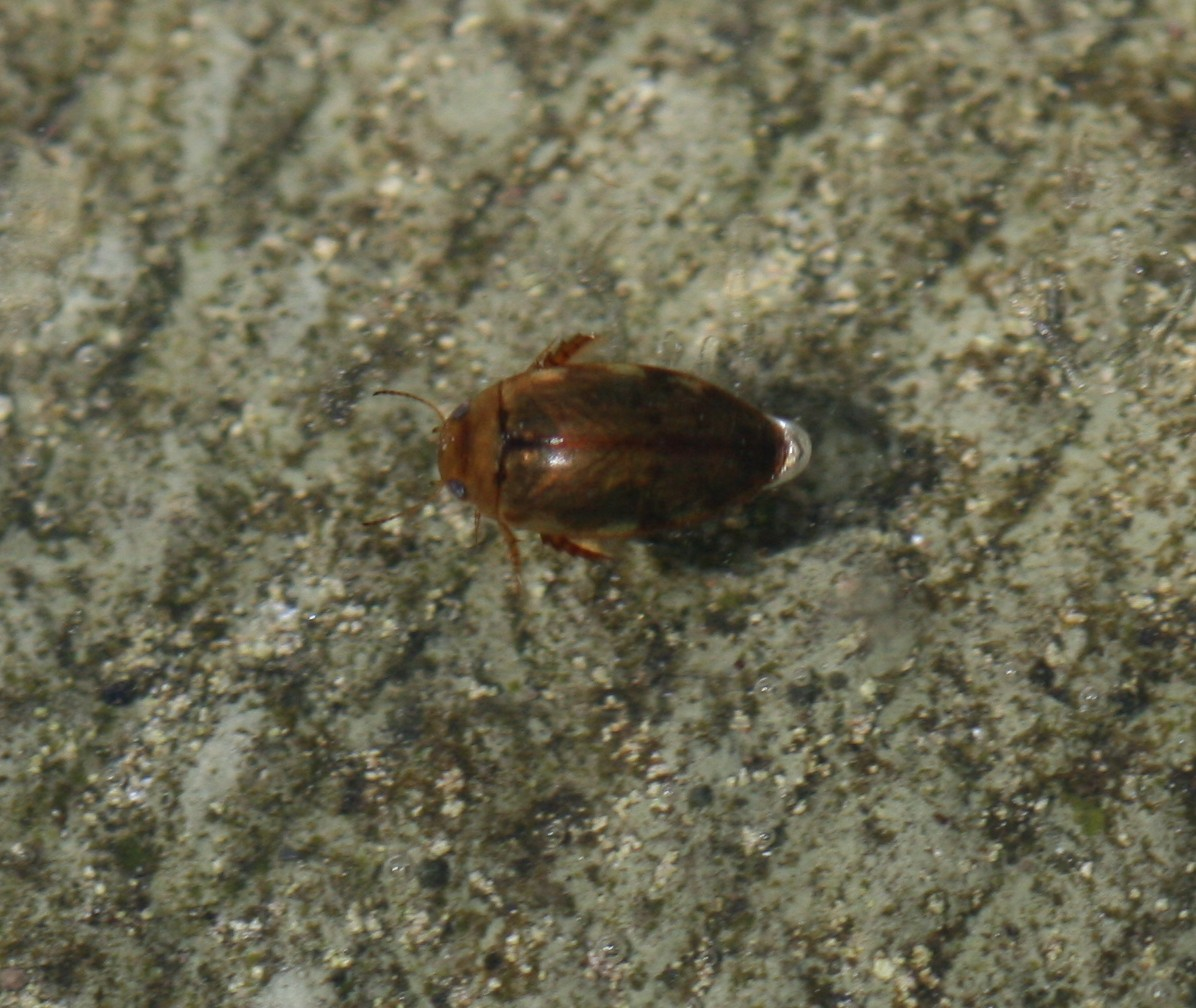
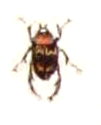